# Masegoso de Tajuña
Masegoso de Tajuña – gmina w Hiszpanii, w prowincji Guadalajara, w Kastylii-La Mancha, o powierzchni 17,39 km². W 2011 roku gmina liczyła 84 mieszkańców.